# Павино (село, Костромская область)
Па́вино — село в Костромской области России. Административный центр Павинского района и Павинского сельского поселения.

## География
Село расположено на реке Вочь (приток Вохмы) в 407 км к северо-востоку от областного центра Костромы рядом с границей Вологодской области. До ближайшей ж/д станции в городе Шарья — 121 километр. Автомобильные дороги ведут в посёлок Вохма и город Шарья. Ранее село носило название Георгиевское-на-Вочи.
В селе леспромхоз, льнозавод, маслодельный завод, кожевенный завод, на данный момент не действующие. Культурных и исторических достопримечательностей нет.

## Население
| 1959  | 1970  | 1979  | 1989  | 2002  | 2008  | 2010  |
| ----- | ----- | ----- | ----- | ----- | ----- | ----- |
| 1138  | ↗2794 | ↗3134 | ↗3405 | ↘3024 | ↗3131 | ↘2821 |
| 2014  |       |       |       |       |       |       |
| ↗3067 |       |       |       |       |       |       |

## СМИ

### Телевидение
Областной телеканал «Русь» вещает в аналоговом режиме на 24 ТВК.

### Пресса
Общественно-политическая газета «Северный луч»